# قول حاجی
قول حاجی، روستایی است از توابع بخش مرکزی شهرستان گنبد کاووس در استان گلستان ایران.

## جمعیت
این روستا در دهستان فجر قرار داشته و براساس سرشماری سال ۱۳۸۵جمعیت آن ۱٬۱۶۰نفر (۲۵۲خانوار) بوده‌است.